# Acordo de Reserva Contingente dos BRICS
O Acordo de Reserva Contingente dos BRICS (CRA) é um quadro para a provisão de suporte por meio de instrumentos de liquidez e precaução em resposta a pressões reais ou potenciais de balanço de pagamentos de curto prazo. Foi estabelecido em 2015 pelos países do BRICS: Brasil, Rússia, Índia, China e África do Sul. A base legal é formada pelo Tratado para o Estabelecimento de um Acordo de Reserva Contingente dos BRICS, assinado em Fortaleza, Brasil, em 15 de julho de 2014. Ele entrou em vigor após ratificação por todos os estados do BRICS, anunciada na 7ª cúpula do BRICS em julho de 2015.
O objetivo desta reserva é fornecer proteção contra pressões globais de liquidez. Isso inclui questões cambiais em que as moedas nacionais dos membros estão sendo afetadas adversamente por pressões financeiras globais. O CRA é geralmente visto como um concorrente do Fundo Monetário Internacional (FMI) e, juntamente com o Novo Banco de Desenvolvimento, é considerado um exemplo de aumento da cooperação Sul-Sul.
O capital de US$ 100 bilhões é distribuído da seguinte forma: O acesso máximo que os estados podem solicitar ao Acordo varia de metade (China) a duas vezes o valor do capital contribuído.
| País          | Contribuição de capital (bilhões de dólares) | Acessos a fundos (bilhões de dólares) | Direito de voto (%) |
| ------------- | -------------------------------------------- | ------------------------------------- | ------------------- |
| Brasil        | 18                                           | 18                                    | 18,10               |
| Rússia        | 18                                           | 18                                    | 18,10               |
| Índia         | 18                                           | 18                                    | 18,10               |
| China         | 41                                           | 21                                    | 39,95               |
| África do Sul | 5                                            | 10                                    | 5,75                |
| Total         | 100                                          | 85                                    | 100,00              |

O arranjo está programado para iniciar empréstimos em 2016.